# Self-Realization Fellowship Lake Shrine
El Santuario del Lago de la Hermandad de la Auto-Realización (en inglés, Self-Realization Fellowship Lake Shrine) es un ashram, parque y jardín botánico privado de 40,000 m² (10 acres) en Pacific Palisades, California, EE. UU.
Fue fundada y dedicada por Paramahansa Yogananda, el 20 de agosto de 1950 siendo propiedad y administrado por Self-Realization Fellowship. 
La propiedad tiene exuberantes jardines, un lago alimentado por un gran manantial natural que está enmarcado por laderas naturales, y es el hogar de una variedad de flora y fauna, incluyendo cisnes, patos, koi, tortugas de agua, y flores de nenúfares. Toda la propiedad es un anfiteatro natural.
Son muchos miles de visitantes los que acuden cada año a disfrutar de la belleza del paisaje y la serenidad de este santuario espiritual.

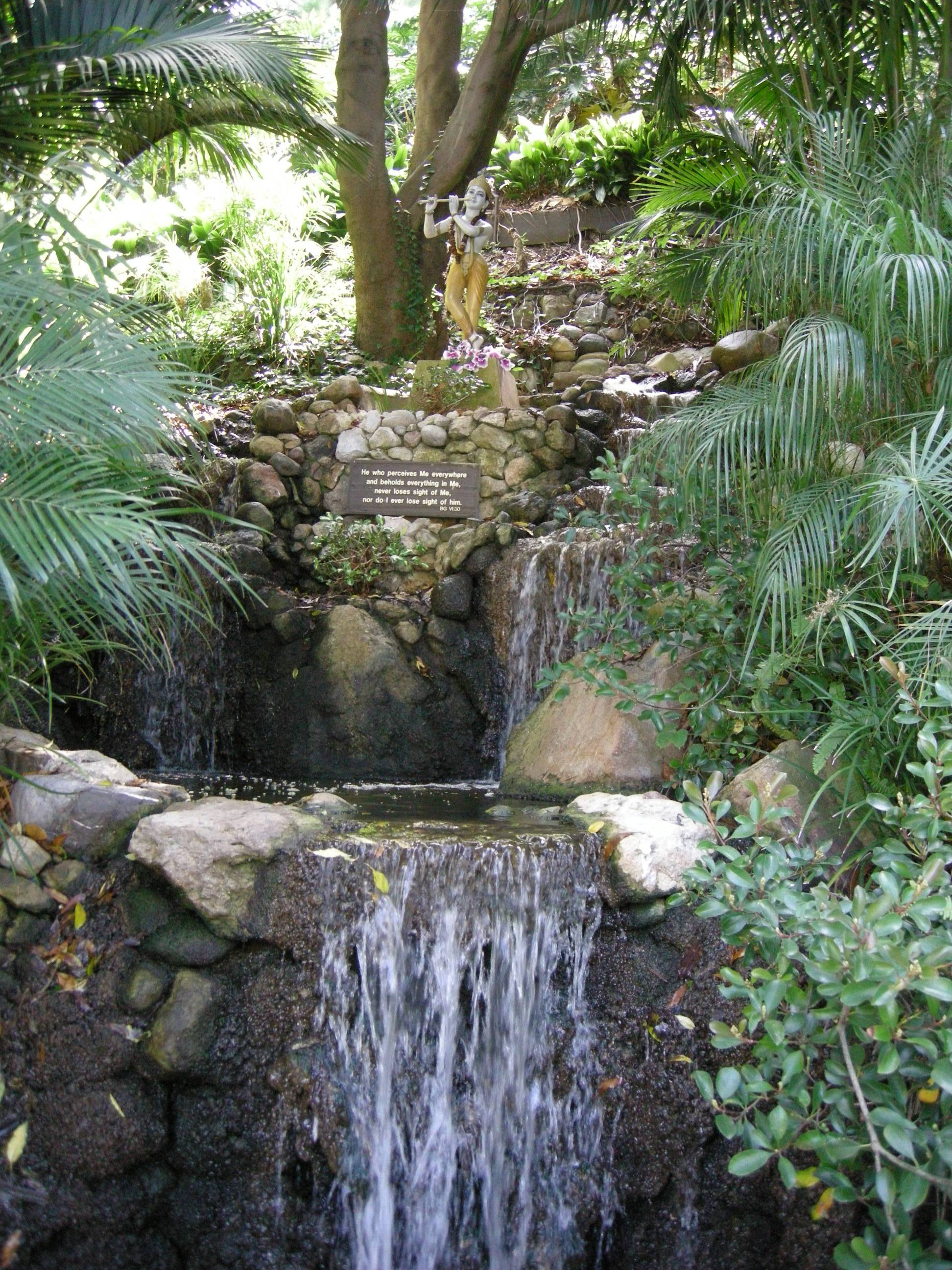
Cascada en el Lake shrine.

## Localización
Se encuentra a pocas cuadras del Océano Pacífico, en Sunset Boulevard en Pacific Palisades.
Self-Realization Fellowship Lake Shrine Sunset Boulevard, Pacific Palisades, Los Ángeles County, California CA 92024-4060 United States of America-Estados Unidos de América.
Planos y vistas satelitales.34°2′34.8″N 118°33′7.2″O / 34.043000, -118.552000
El jardín se encuentra abierto al público diariamente excepto los lunes. La entrada es gratuita y se admiten donaciones para su mantenimiento.

## Historia
Después de su retorno a Estados Unidos desde la India en 1936, el eremita Paramahansa Yogananda fijó su residencia en el "SRF hermitage" en Encinitas.
Fue mientras su estancia en esta ermita que Yogananda escribió su famosa obra "Autobiography of a Yogi" y otros escritos además de la creación de un fundamento permanente para el trabajo espiritual y humanitario de la "Self‑Realization Fellowship/Yogoda Satsanga Society of India."
En un proceso de expansión y fundación de nuevos lugares de meditación, el Self-Realization Fellowship Lake Shrine fue fundado y dedicado por Paramahansa Yogananda, el 20 de agosto de 1950 siendo propiedad y administrado por Self-Realization Fellowship. 
Cuando Paramahansa Yogananda Falleció en 1952, Rajarsi Janakananda lo sucedió en el liderazgo de Self-Realization Fellowship hasta su propia muerte, en 1955. Rajarsi Janakananda es el nombre monástico de James Lynn, a quien a menudo Yogananda se refería como "El santo Lynn".
Los anteriores propietarios de la finca donde se encuentra el Lake Shrine, los McElroys, construyeron una auténtica reproducción de un molino de viento holandés del siglo XVI. Aunque el molino nunca fue puesto en uso, sus velas son funcionales y capaces de inflexión en el viento. Luego vino un muelle de embarcadero y la pista de aterrizaje, en cuya visera del techo, figuran  cabezas talladas. Yogananda convierte el molino de viento en una capilla para las  meditaciones y en ella se llevaron a cabo los servicios.
Debido a la erosión causada por los elementos, incluyendo las termitas, y el terremoto de Northridge de 1994, la capilla también pasó a través de una obra de afianzamiento y  actualización sísmica que duró un año. 
Yogananda (Paramahansa significa supremo o el más elevado cisne) alentó que los cisnes  vivieran en el Santuario del Lago. Sus grandes nidos se pueden ver en este. Anandamoy dijo en la grabación,  ¿Es posible la paz en el mundo de hoy  que cuando él era ministro en el Santuario del Lago, que tenían tres pares de cisnes: uno blanco, uno negro y uno blanco con un cuello negro. El lago era lo suficientemente grande para todos, pero los cisnes lucharon, luchando hasta la matanza. Ellos tuvieron que ser separados, dividiendo el lago en tres secciones.  Anandamoy continúa diciendo que los cisnes son como las personas y siempre y cuando una de las partes quiere "toda la tarta" habrá guerra. Si las personas siguen las leyes de Dios, en la superación del egoísmo y consideran el bienestar de todos, tendremos paz finalmente.

## Colecciones
El jardín situado bordeando un amplio lago con Koi, lotos y Nymphaeas, tiene arboledas de bambús, plantas nativas tropicales, plantas endémicas de California, paisajes de climas mediterráneos y un jardín de frutales subtropicales. 
Actualmente los jardines incluyen variedades de plantas tropicales, subtropicales, y plantas nativas de California. 
Entre las familias y géneros representados destacan:
Agavaceae, Arecaceae, Cycadaceae, Malvaceae, Poaceae, Bambusa, Brugmansia, Chusquea, Nymphaea, Phyllostachys, Capsicum, Hibiscus, árboles frutales semi-tropicales.

Detalles
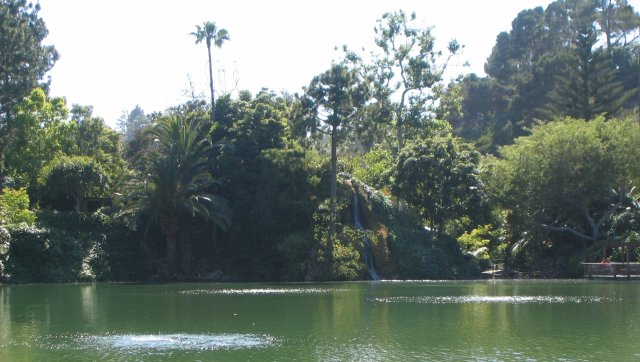
La gran cascada con una estatua de Jesús en la cima.
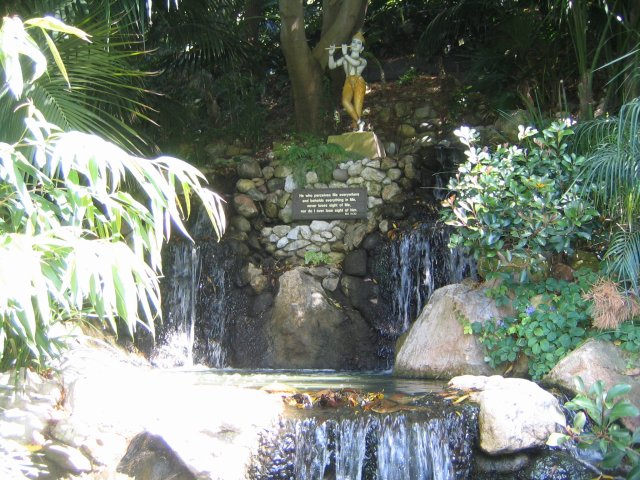
Una pequeña cascada con una estatua de  Krishna.
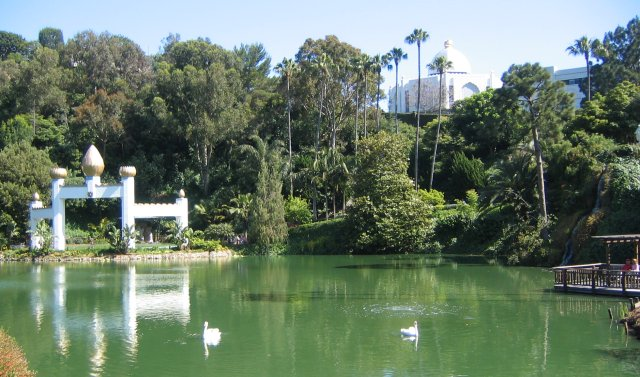
Vista del monumento al recuerdo de Gandhi, con cisnes en el lago.
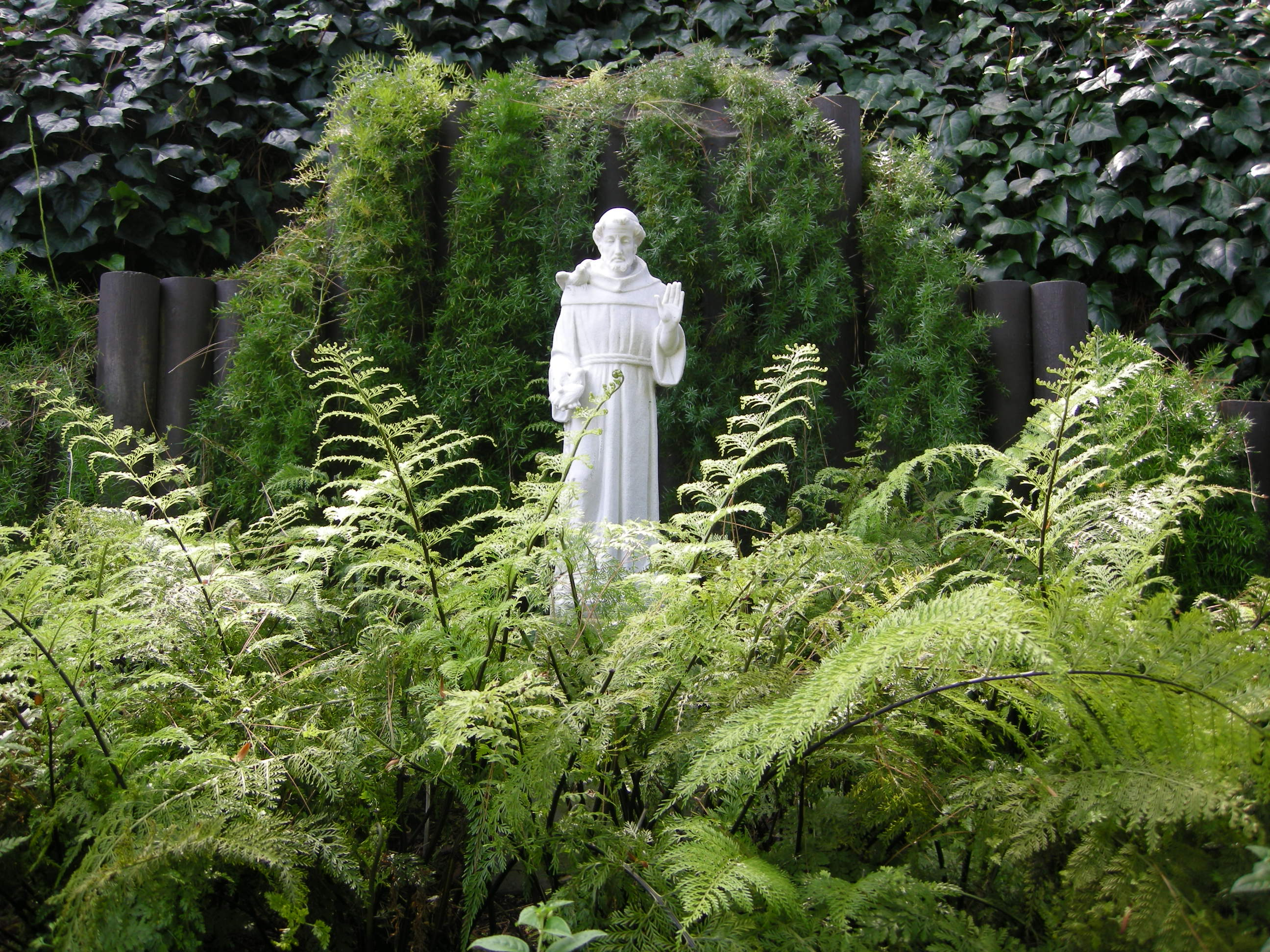
Estatua de San Francisco.